# Kagan
Kagan (čínsky 可汗, korejsky 가한, maďarsky kagán, mongolsky ᠬᠠᠭᠠᠨ, persky خاقان‎, pinyin kèhán, rusky каган, staroturecky kaɣan, turecky kağan) – Ka gan, Ka chan, Cha khan – Velký chán též Král králů je turkické označení panovníka státního útvaru zvaného kaganát. Titul kagan je ekvivalentem císaře. Manželka kagana se nazývá katun. Další nižší představitelé z aristokracie jsou kapkan, tarkan a jugur (kněz). Na českém území se vyskytoval hunský kagan Attila a avarský kagan Bajan. Jako kagani se titulovala, pod vlivem sousedních Chazarů, také kyjevská knížata, a to až do poloviny 11. století. Posledním kyjevským vládcem, který tento titul používal, byl Jaroslav I. Moudrý. V této době (11.–12. století) pojem kagan postupně mizí a jeho význam (císař) je později sloučen s výrazem chán (král). Nejznámějším a nejmocnějším kaganem je bezesporu Čingischán.